# Queen + Paul Rodgers
A Queen + Paul Rodgers (rövidítve Q+PR vagy QPR) rock szupergroup, amelyet a Queen együttes egykori tagjai, Brian May gitáros és Roger Taylor dobos, valamint Paul Rodgers énekes, az egykori Free és Bad Company együttesek tagja alkottak. A három zenész egy 2004-es közös fellépés után döntött a közös zenélés mellett, amelyet egy 2005-ös, viszonylag nagy érdeklődést kiváltó világturné követett, ahol egykori együtteseik slágereit adták elő. A turnét 2005-ben a Return of the Champions koncertalbum és DVD dokumentálta.
2007-től kezdve közös dalokat írtak és vettek fel, és 2008-ban The Cosmos Rocks címmel teljesen új dalokat tartalmazó albumot adtak ki, a lemezről pedig két kislemezt jelentettek meg, a „Say It’s Not True”-t és a „C-lebrity”-t. Az album és a kislemezek mind kritikailag, mind kereskedelmileg jórészt sikertelenek voltak. A zenekart a megalakulásától kezdve kritikák kísérték, főként a Queen szigorúbb rajongói sérelmezték az együttes nevének használatát, az albumot pedig túl szétszórtnak és bluesosnak tartották. A zenekar 2008-ban még turnézott az új albummal, majd 2009 áprilisában bejelentették a feloszlásukat.

## Háttér
May és Rodgers ugyan már 1993-ban dolgoztak együtt rövid ideig, mégis csak évekkel később kerültek újra közelebbi kapcsolatba. 2004-ben először a Fender Stratocaster ötvenedik évfordulóját ünneplő Fender Strat Pack koncerten közösen előadták az „All Right Now” című Free-dalt. Az esemény után Rodgers élettársa és menedzsere, Cynthia Kereluk sokat sejtetően jegyezte meg: „valami megmozdult itt, nem?”, a zenészek pedig egyet értettek vele – May tréfálkozva meg is jegyezte: „ismerek egy dobost, ha kell”. Valóban elküldte később az esemény videófelvételét Taylornak, és ugyanazon év novemberében az UK Music Hall of Fame gálán Taylorral kiegészülve játszottak Queen és Free dalokat. Ettől kezdve főleg Taylor szorgalmazta a közös koncerteket, és 2005. január 25-én hivatalosan is bejelentették a formáció megalakulását. Megkeresték az ötlettel az 1997-ben visszavonult John Deacont, a Queen eredeti basszusgitárosát, de ő nem akart részt venni a dologban, de Taylor és May szerint az áldását adta a Queen név használatára.

## Világturné
A bejelentést nagy felhajtás követte, rengeteg újságírónak adódott a kérdés, hogy mit szólna mindehhez Mercury. Taylor és May úgy vélték, hogy biztos örülne neki, azzal érvelve, hogy Mercurynak Rodgers volt az egyik kedvenc énekese. Taylor azt is elmondta, hogy írtak erről egy levelet Mercury édesanyjának, aki a válaszában egyetértett velük. Az embereket megosztotta az egyesülés. Peter Hince, a Queen egykori roadja megjegyezte: „Brian imád játszani és imádja a közönséget, Roger imád popsztár lenni, Paul Rodgers pedig szenzációs énekes volt a Free-ben és a Bad Companyben. Nagyon fényesek és jól hangszereltek, de egy kis Las Vegas utánérzése van a dolognak.”
Már jóval a koncertek előtt elmondták, hogy „nyers és erős blues-rockra” számíthatnak tőlük a rajongók. Rodgers, elkerülendő az összehasonlításokat, és hogy csakis önmagát adja, direkt meg sem próbálta utánozni Mercuryt. A koncertprogram kapcsán May aggódott, hogy túl sok Queen-dal szerepel rajta, és kevés dal Rodgers felől. Fel is ajánlotta, hogy fele-fele arányban játsszanak dalokat, de Rodgers elutasította, mondván: „ti rég nem turnéztok már”. Ezért kevés, mindössze öt Rodgers-féle dal került a programba. A Queen tagjainak komoly feladatot jelentett ráhangolódni Rodgers technikájára: „Ritmikailag nagyon nagy a különbség” – mondta May. – „Freddie ösztönösen tartotta ritmust. Úgy zongorázott, mintha szögelne, és az éneke is nagyon feszes és ritmikus volt. Úgy szólt, mint egy géppuska. Paul megközelítése ebben az értelemben eléggé esetleges, ezért nagyon oda kellett tenni magunkat, hogy masszív alapokat rakjunk alá”.

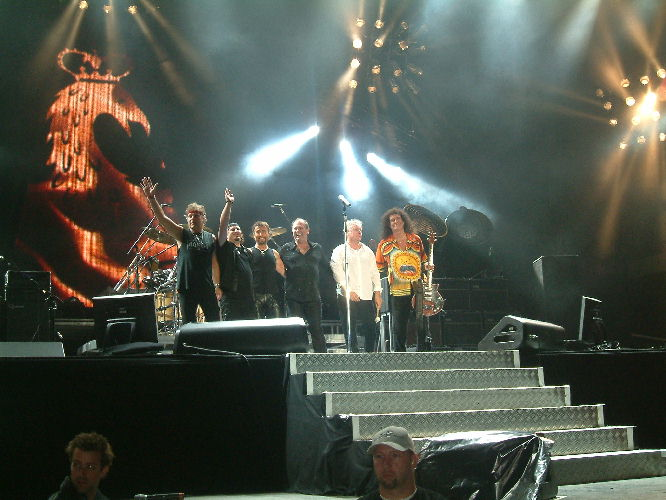
Az együttes és az őket kísérő koncertzenészek egy 2007-es koncerten

A formáció 2005. március 19-én mutatkozott be, amikor a dél-afrikai George városában felléptek Nelson Mandela 46664 elnevezésű AIDS ellenes koncertjén. Ezután nagyszabású stadionturnéba fogtak, amelynek során huszonhat koncertet adtak Angliában. 2005. július 15-én a londoni Hyde Parkban hatvanötezer ember előtt léptek fel, ez volt a turné legnagyobb látogatottságú koncertje. 2005 szeptemberében megjelent a turné felvételeiből összeállított Return of the Champions koncertalbum. Mérsékelt sikert aratott, Angliában a tizenkettedik, Amerikában a nyolcvannegyedik helyet érte el a listán, és a kritikusok többsége elmarasztalta. Októberben felléptek még Japánban, és a Los Angelesi Hollywood Bowlban – utóbbi azért is említésre méltó, mert a Queen 1982 óta nem lépett fel az országban. 2006 márciusában egy teljes, huszonhat állomásos turnét vittek végig Amerikában, de főleg az ország déli részében nem volt túl nagy érdeklődés irántuk. Ennek ellenére a turnék jó hatással voltak rájuk, összerázódtak, és logikusnak tűnt, hogy következő lépésként egy közös stúdióalbumot rögzítenek. Előtte azonban szünetet iktattak be, ezalatt Rodgers szólóénekesi pályáját is egyengette, May pedig visszatért a csillagászathoz, és 2006 novemberében Bang! – The Complete History of the Universe címmel közös könyvet adott ki a neves csillagásszal, Sir Patrick Moore-ral. A könyv sikerén felbuzdulva úgy döntött, hogy befejezi a még 1975-ben félbehagyott doktori disszertációját a bolygóközi porról, és 2007 augusztusában doktori címet szerzett az Imperial College-ben.

## Stúdióalbum és feloszlás
2007 márciusában kezdtek el dolgozni az új albumon Taylor saját, The Priory nevű stúdiójában. Előre megírt dalkezdeményekkel érkeztek, amelyeket azután a stúdióban fejeztek be közösen, mindhármójukat jelölve minden dalnál szerzőnek. A dalokat lehetőség szerint kevés stúdiótrükkel, „élőben” vették fel. Rodgers megszenvedte Taylor és May aprólékos munkatempóját, és a szólamok éneklése terén is kevés tapasztalata volt, ezért órákon keresztül gyakorolnia kellett. Jó hangulatban dolgoztak, bár sok vita zajlott közöttük, legfőképp a keverés és maszterelés időszakában. Bár invitálták, Deacon szokása szerint nem válaszolt, így nem vett részt a munkában. Elküldték neki a kész anyagot is, de arra sem reagált semmit, ami hallgatólagos megállapodás szerint azt jelentette, hogy nincs kifogása a felvétel ellen. A készülő album beharangozójaként 2007 decemberében ingyenesen letölthetővé tették a „Say It’s Not True” című AIDS ellenes dalt, ezzel is segítve a betegség elleni harcot. A kislemez fizikai formátumban is megjelent, és a kilencvenedik helyet érte el az angol slágerlistán.
- C-lebrityA „C-lebrity” az album egyik tipikus gitárvezérelt dala. A kritikusai szerint pont ugyanazt a celebkultúrát gúnyolja, amelyet például a Queen is gerjeszt a We Will Rock You musicallel.[12]

Nem tudod lejátszani a fájlt?
2008 áprilisában az Al Murray’s Happy Hour brit televíziós műsorban bemutatták a „C-lebrity” című dalt, amely korának celebkultúráját figurázta ki. A dal kislemezen is megjelent augusztusban, és a harmincharmadik helyet érte el az angol slágerlistán. A The Cosmos Rocks album Európában szeptemberen, Amerikában októberben jelent meg. Szinte minden téren közömbösen fogadták. Újra előkerültek a Queen név használatát ellenző hangok, mások azt kifogásolták, hogy a lemezen hallható bluesos zene nem áll össze egységes egésszé, és hogy a Queen név ellenére hiányzik belőle a váratlanság, a meglepetés. A kritikusok nagy része nagyon kíméletlenül írt róla. A Rolling Stone két csillagra értékelte a lehetséges ötből, kritizálta Rodgers énekesi karizmáját, amely meg sem közelíti Mercury szintjét, és a lemezt klasszikus rock klisék felsorolásának tartotta, míg a Mojo szerint bár nem kerülhetik el az összehasonlítást a régi Queennel, még így is működik a produkciójuk. Emellett kevés példányban fogyott, Európában mérsékelt sikert aratott, és az ötödik helyre került Angliában, Amerikában pedig alig keltett feltűnést. Az együttes az EMI rossz reklámkampányát okolta a kudarc miatt.
2008-ban három hónapos turnét adtak többek közt Oroszországban, Szerbiában, az Egyesült Arab Emírségekben és Lettországban. A harkivi szabadság téren 345 ezer ember előtt léptek fel, az előadás felvételei később a Live in Ukraine koncertfilmen jelentek meg. 2008. július 7-én ismét felléptek a Mandela születésnapja alkalmából rendezett koncerten, a londoni Hyde Parkban. A turné végeztével rögtön felröppent a hír, hogy végeztek a közös zenéléssel. Bár akkor May cáfolta a weboldalán, 2009 áprilisában Rodgers a Billboardnak megerősítette a tényt. May és Taylor továbbra is a Queen neve alatt tevékenykedtek, Rodgers pedig régi együttesét, a Bad Companyt igyekezett újra összehozni. Mindazonáltal úgy nyilatkoztak, hogy adott esetben semmi akadálya nem lenne egy újraegyesülésnek.

## Tagok
- Brian May – gitár
- Roger Taylor – dob
- Paul Rodgers – ének

Kiegészítő zenészek a turnékon
- Spike Edney – billentyűsök
- Danny Miranda – basszusgitár
- Jamie Moses – ritmusgitár

## Diszkográfia
- Return of the Champions (2005)
- The Cosmos Rocks (2008)

## Forrásjegyzék
- Blake, Mark. Is This the Real Life? – The Untold Story of Queen. London: Aurum (2010). ISBN 978-1-84513-597-3
- Sutcliffe, Phil. Queen: A rock koronás királyainak teljes, képekkel illusztrált története. Budapest: Cartaphilus (2010). ISBN 978-963-266-182-7

## Külső hivatkozások
- Brian May weboldala
- Paul Rodgers weboldala
- Bob Coburn interjúja a tagokkal Archiválva 2007. december 25-i dátummal a Wayback Machine-ben